# تفاعل هابر-فايس
تفاعل هابر-فايس (بالإنجليزية: Haber–Weiss reaction)‏ هوَ تفاعل كيميائي يُنتج OH• (هيدروكسيل جذري) مِن H2O2 (بيروكسيد الهيدروجين) وَفوق الأكسيد (•O2−)، ويحدث هذه التفاعل في الخلايا، لِذلك من المُحتمل أن يكون مصدر للإجهاد التأكسدي.
تفاعل هابر-فايس بطيء جداً، ويتم تحفيزه بواسطة الحديد، والخُطوة الأولى في هذا التفاعل هيَ الدورة التحفيزية، والتي تتضمن اختزال أيون الحديد ثلاثي التكافؤ (الفيريك أو الحديديك) إلى الحديد ثنائي التكافؤ (الفيروز أو الحديدوز):
Fe3+ + •O2− → Fe2+ + O2
الخطوة الثانية هيَ تفاعل فنتون:
Fe2+ + H2O2 → Fe3+ + OH− + •OH
وصافي التفاعل هوَ:
•O2− + H2O2 → •OH + OH− + O2

## التاريخ
تمت تَسمية هذا التفاعل نسبةً إلى الكيميائي الألماني فريتز هابر، وطالبه جوزيف جوشوا فايس.